# Wálter Guevara Arze
Wálter Guevara Arze (Cochabamba, 11 marzo 1912 – La Paz, 20 giugno 1996) è stato un politico boliviano. È stato Presidente della Bolivia ad interim dall'8 agosto al 1º novembre 1979.